# Sushant Singh Rajput
Sushant Singh Rajput (21 tháng 1 năm 1986 - 14 tháng 6 năm 2020) là một diễn viên, vũ công, doanh nhân và nhà từ thiện Bollywood. Rajput bắt đầu sự nghiệp của mình với phim truyền hình nhiều tập. Chương trình đầu tay của anh là bộ phim lãng mạn của Star Plus Kis Desh Mein Hai Meraa Dil (2008), tiếp theo là một màn trình diễn giành giải thưởng trong opera xà phòng nổi tiếng của Zee TV Pavitra Rishta (2009-11).
Rajput đã ra mắt bộ phim của mình trong bộ phim bạn thân Kai Po Che! (2013), mà anh ấy đã nhận được một đề cử cho Giải thưởng Filmfare cho Nam chính xuất sắc nhất. Sau đó, anh đóng vai chính trong bộ phim hài lãng mạn Shuddh Desi Romance (2013) và vai thám tử giật gân trong phim kinh dị hành động Detective Byomkesh Bakshy! (2015). Các bản phát hành có doanh thu cao nhất của anh đi kèm với một vai phụ trong phim châm biếm PK (2014), tiếp theo là vai giật gân trong bộ phim tiểu sử thể thao M.S. Dhoni: The Untold Story (2016). Với vai diễn sau này, anh đã nhận được đề cử đầu tiên cho Giải thưởng Filmfare dành cho Nam diễn viên xuất sắc nhất. Rajput tiếp tục tham gia những bộ phim thành công về mặt thương mại Kedarnath (2018) và Chhichhore (2019).
NITI Aayog, cơ quan chính sách của chính phủ Ấn Độ, đã ký kết ông để thúc đẩy Women Entrepreneurship Platform (WEP). Ngoài biểu diễn và điều hành Innsaei Ventures, Rajput đã tích cực tham gia vào các chương trình khác nhau như Sushant4Education, như một phần của nỗ lực giúp đỡ các sinh viên trẻ. Vào tháng 6 năm 2020, ở tuổi 34, Rajput đã chết vì tự tử tại nhà riêng ở Bandra, Mumbai.

## Tiểu sử
Rajput sinh ra ở Patna là con của Krishna Kumar Singh và Usha Singh. Tổ tiên của anh ở huyện Purnia của Bihar. Một trong những chị gái của anh, Mitu Singh, là một người chơi crickter cấp nhà nước. Mẹ anh qua đời năm 2002 và đó cũng là năm gia đình chuyển từ Patna đến Delhi.
Rajput theo học tại trường trung học St. Karen ở Patna và Kulachi Hansraj Model School ở New Delhi. [29] Theo Rajput, ông đã đứng thứ bảy trong kỳ thi tuyển sinh DCE năm 2003, và được nhận vào học tại lớp Cử nhân Kỹ thuật (Cơ khí) tại Đại học Kỹ thuật Delhi. Anh cũng là một người chiến thắng Olympic quốc gia về vật lý. Tổng cộng, ông đã xóa tới 11 kỳ thi tuyển sinh kỹ thuật, bao gồm cả kỳ thi cho Trường Mỏ Ấn Độ. Sau khi anh bắt đầu tham gia nhà hát và khiêu vũ, anh hiếm khi có thời gian cho việc học, dẫn đến một số tồn đọng khiến cuối cùng anh rời khỏi DCE. Anh chỉ hoàn thành ba năm của khóa học bốn năm trước khi bỏ học để theo đuổi sự nghiệp diễn xuất. 